# オロチ (天体)
オロチ(Orochi)とは、地球から見てくじら座の方向に約120億光年離れたところにある銀河である。2012年現在、最も明るいモンスター銀河である。仮符号AzTEC-ASTE-SXDF1100.001。

## 概要
オロチは、激しい星形成活動（スターバースト現象）が起こっているスターバースト銀河である。その中でもオロチは、初期宇宙（宇宙誕生から約50億年より前）に存在するスターバースト銀河であり、このような銀河はモンスター銀河と呼ばれている。モンスター銀河は、1年間に500から1000太陽質量もの星形成が行われているが、オロチはその10倍以上、1万1000太陽質量/年もの星形成が行われているのに相当する明るさを有している。この数値は、1,000個以上見つかっているモンスター銀河の中で最も明るいものである。このような天体は、通称超モンスター銀河と呼ばれている。

## 明るさ

### 星形成
オロチの星形成は、明るさから推定すると1年間に1万1000太陽質量という極めて激しいスターバーストである。しかし、オロチが極めて明るいのは、実際には後述するように重力レンズ効果による増光が原因である可能性が最も高いと考えられており、オロチで行われている星形成は1年間に870太陽質量と、実際には超モンスター銀河ではなく、普通のモンスター銀河であると考えられている。オロチのスターバーストの継続時間は短く、3000万年程度であると推定されている。

### 重力レンズ効果
オロチが通常のモンスター銀河の10倍以上という極めて明るい銀河に見えているのは、オロチの手前にある銀河の重力によって引き起こされる重力レンズ効果で増光された結果である可能性が高い。この銀河の発見は、オロチから来る可視光や近赤外線の詳細な観測の結果、サブミリ波や電波で観測した天体とのわずかな位置のずれから得られたものである。
この名前のない銀河は赤方偏移がz=約1.4、距離93億光年、質量は約1,000億太陽質量であると推定されている。

## 物理的性質

### 概要
オロチの直径は11,000光年、質量は9270億太陽質量、明るさは太陽の5兆1000億倍と推定されている。この大部分はガスの質量で、9,100億太陽質量であると推定されている。一方塵の質量は170億太陽質量であると推定されている。ガスの温度は20K(-253℃)であると推定されている。
下記の表は、手前の銀河による重力レンズ効果を考慮した場合と、考慮しない場合のオロチのデータである。
|            | 考慮する      | 考慮しない     |
| ---------- | ------------- | -------------- |
| 直径       | 11,000光年    | 9,800光年      |
| 質量       | 9.27 × 1011M☉ | 3.158 × 1011M☉ |
| ガスの質量 | 9.1 × 1011M☉  | 3.1 × 1011M☉   |
| 塵の質量   | 1.7 × 1010M☉  | 5.8 × 109M☉    |
| 星形成率   | 870 M☉/年     | 11,000 M☉/年   |
| 明るさ     | 5.1 × 1012L☉  | 6.3 × 1013L☉   |
| ガスの温度 | 20K (-253℃)   | 35K (-238℃)    |

### 距離
オロチは距離約120億光年と、宇宙誕生から約18億年経った頃の宇宙初期の天体である。
オロチからは、天体までの距離を知るための赤方偏移の測定に一般的に使われる一酸化炭素の輝線を発見する事が出来なかった。このため、赤方偏移の測定には、連続的に得ることの出来た1000μmから1500μmのミリ波を用い、一酸化炭素の輝線に制限を与える事で値を推定した。なお、この領域のミリ波は、複数の観測装置で測定したため、値にばらつきがあるものもある。

## 観測
オロチは、くじら座の方向にある深部探査領域SXDS（すばる/XMM-ニュートン・ディープサーベイ）にて発見された。発見は、国立天文台が所有するチリのASTE望遠鏡によってなされた。発見者は東京大学の大学院生五十嵐創、河野孝太郎教授、国立天文台の伊王野大介助教（肩書きはいずれも当時）が率いる日米英メキシコの国際共同研究チームである。
研究チームはその後、日本のすばる望遠鏡、アメリカ合衆国のサブミリ波干渉計SMA、ミリ波干渉計CARMA、カリフォルニア工科大学大型サブミリ波望遠鏡CSO、超大型干渉電波望遠鏡群VLA、スピッツァー宇宙望遠鏡、イギリスの近赤外望遠鏡にて観測を行った。オロチに関する詳しいデータは、これら複数の観測装置を用いて求められたものである。
|        | 波長    | 赤経           | 赤緯            |
| ------ | ------- | -------------- | --------------- |
| LVA    | 20cm    | 02h 18m 30.67s | −05° 31′ 31.48″ |
| CARMA  | 1300μm  | 02h 18m 30.67s | −05° 31′ 31.28″ |
| AzTEC  | 1100μm  | 02h 18m 30.67s | −05° 31′ 30.97″ |
| SMA    | 800μm   | 02h 18m 30.68s | −05° 31′ 31.68″ |
| すばる | 0.922μm | 02h 18m 30.68s | −05° 31′ 31.80″ |

## 名称
オロチの名は、日本神話に登場するヤマタノオロチにちなんで命名された。これは、この銀河の明るさから、「モンスター銀河の頂点に君臨するモンスター銀河の王にふさわしいもの」として命名された。